# Ilha de Superagui
Superagui é uma ilha brasileira no município de Guaraqueçaba, estado do Paraná,
situada próximo à divisa entre os estados do Paraná e de São Paulo.
Em 1852 foi fundada a Colônia Agrícola de Superagüi, por Carlos Perret Gentil, que por sua própria iniciativa levou famílias de colonos para ocupar a localidade, sendo dez famílias suíças, duas alemãs e cinco francesas, totalizando oitenta e cinco pessoas.
A ilha é conhecida por abrigar o Parque Nacional de Superagui, declarado Reserva da Biosfera em 1991 e Patrimônio da Humanidade em 1999, pela UNESCO.